# Der Traumgörge

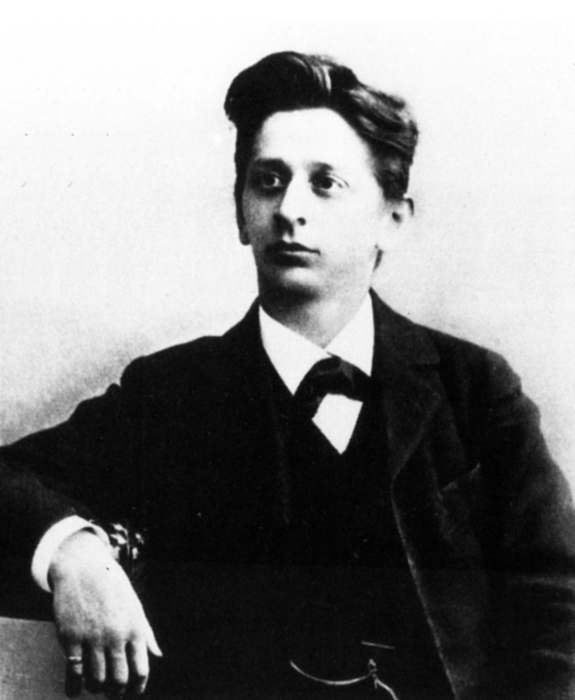
Alexander von Zemlinsky

Traumgörge (Görge drömmaren) är en opera i två akter och en epilog med musik av Alexander von Zemlinsky och libretto av Leo Feld.

## Historia
Zemlinsky började att komponera operan 1904, samma år som han blev kapellmästare vid Wiener Volksoper. Arbetet med operan slutfördes 1906 och året därpå avancerade Zemlinsky och anställdes som biträdande kapellmästare av Gustav Mahler vid Wiener Hofoper. Mahler hade för avsikt att uruppföra operan. Men kort tid därefter avgick Mahler från sin post och ersattes av Felix Weingartner, som inte tänkte ta med operan på repertoaren. Repetitionsarbetet avbröts och den planerade premiären ställdes in. Zemlinsky avgick som biträdande kapellmästare och operan hamnade i byrålådan och glömdes bort. Först 11 oktober 1980 hade operan premiär på Opernhaus i Nürnberg, 38 år efter Zemlinskys död.

## Personer
- Görge (tenor)
- Grete (sopran)
- Müller (bas)
- Pastor (bas)
- Hans (baryton)
- Prinsessan (sopran)
- Gertraud (sopran)
- Züngl (tenor)
- Kaspar (baryton)
- Matthes (bas)
- Marei (sopran)
- Mjölnaren (bas)
- Värdshusvärden (tenor)
- Hans hustru (sopran)
- En röst (mezzosopran)
- Bondfolk, pojkar och flickor, barn, drömröster (kör)

## Handling
Tyskland under Napoleontiden.
Akt I
Genom att läsa böcker skapar sig Görge en drömvärld och upplever en sagolycka, som räddar honom undan den instängda vardagen i hans efterblivna hemby. Men han fjärmar sig därigenom alltmer från byborna och även från sin fästmö Grete. När han i en syn ser en prinsessa, känner han att han måste lämna byn. Inte ens rädslan för att Hans skall locka ifrån honom hans Grete kan hålla honom tillbaka.
Akt II
Görge hamnar i en krets av upproriska arbetare, som vill göra honom till sin ledare. Han blir bekant med Gertraud, en kvinna som har anklagats för att vara häxa och som därför blivit utstött. Men när de upproriska endast visar sig vara ute efter att stjäla och mörda, och kräver att han skall lämna "häxan", överger han rebellerna och återvänder till sin hemby.
Epilog
Görge försöker förena verklighet och utopi, och lever nu tillsammans med Gertraud som en aktad borgare i sin hemby.